# Clidemia almedae
Clidemia almedae är en tvåhjärtbladig växtart som beskrevs av Kriebel. Clidemia almedae ingår i släktet Clidemia och familjen Melastomataceae. Inga underarter finns listade i Catalogue of Life.